# Jack McBrayer
Jack McBrayer, född 27 maj 1973 i Macon, Georgia, är en amerikansk Emmy Award-nominerad skådespelare och komiker. Han är mest känd för sin roll som Kenneth Parcell i TV-serien 30 Rock.